# Europa XS
Pour les articles homonymes, voir Europa.
Dimensions
L'Europa XS et l'Europa Classic sont des monoplans biplaces, à aile surbaissée, de construction amateur. Ils font partie de la catégorie des avions très légers. L'Europa XS attend actuellement (2009) sa certification, mais reste disponible en kit.
L'Europa a été conçu par Ivan Shaw. Ce dernier lance, en 1987, l'entreprise qui fabrique le kit de construction, mais la revend au bout d'un an.

## Production
Le prototype, immatriculé G-YURO, est exposé au Musée de l'air du Yorkshire, à Elvington (Royaume-Uni). Le premier Europa Classic construit par un amateur effectue son premier vol en 1995. En 2001, 110 Europas sont enregistrés au Royaume-Uni. À l'automne 2007, 450 Europas de tout type sont achevés et volent. En 2009, plus de 800 exemplaires ont été construits, dans 33 pays. Une centaine de kits a été vendue aux États-Unis et plus de 1 000 dans le monde entier.
La durée de construction varie, selon le constructeur, de 900 à plus de 3 000 heures. Europa Aircrafts fournit un empennage tout monté, ce qui réduit de 180 heures la durée de fabrication
L'appareil est commercialisé, en tant qu'avion certifié, par le constructeur américain Liberty Aerospace, sous le nom de Liberty XL2.

## Conception

### Fuselage
Le fuselage est en composite résine époxy-fibre de verre. Le dessin profilé et la verrière inhabituellement basse donnent à l'Europa une vitesse de croisière élevée (jusqu'à 322 km/h) ainsi qu'une efficacité énergétique importante (5,6 l de carburant aux 100 km), grâce à la faible traînée.
L'avion peut emporter 36 kg de bagages.

### Motorisation
L'Europa peut être équipé de moteurs Bombardier Rotax 912UL de 80 chevaux, 912ULS de 100 chevaux ou 914UL à turbocompresseur, de 115 ch. D'autres moteurs ont été utilisés avec succès, parmi lesquels des Subaru (par exemple, la motorisation NSI EA 81/100), des moteurs Jabiru Aircraft (2 200 4 cylindres de 80 ch, premier vol en juin 1998 et 3 300 6 cylindres de 120 ch) et le moteur d'avion turbodiesel Wilksch (en) WAM-120 CITEC de 120 ch (premier vol en 1999).
D'autres Europa volent avec des moteurs Mid-West rotatif (deux avions), JPX 4TX90/A à quatre cylindres à plat de 90 ch (en Italie), Sauer 90 ch (en Autriche), Limbach 2000 EO (en Colombie) et BMW RS1100 (au Royaume-Uni).
Le kit peut être livré sans moteur, ou avec un des moteurs Rotax. Pour ces derniers, le bruit enregistré est de 64,4 dBa pour le Rotax 912UL, 69,4 dBa pour les Rotax 912ULS et 914UL.

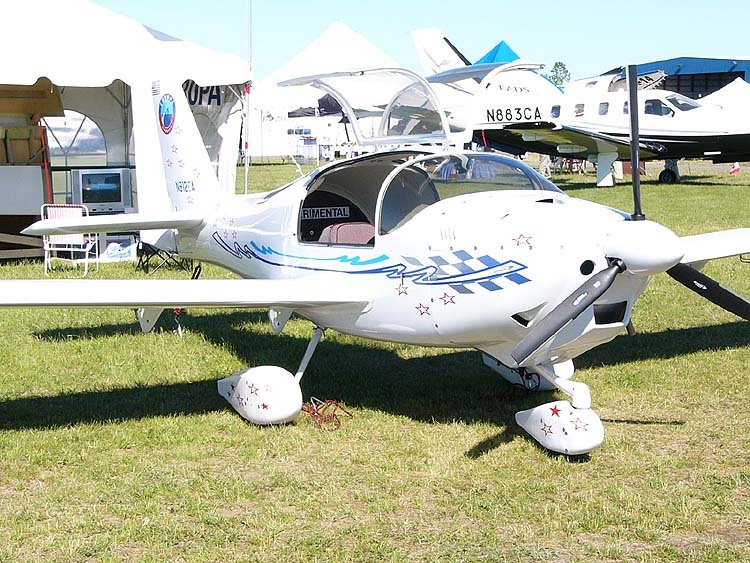
Europa de construction amateur, enregistré aux États-Unis, exposé à la Canadian Aviation Expo, le 20 juin 2004

### Ailes
L'Europa peut être équipé soit d'ailes normales en composite résine époxy-fibre de verre (avion de tourisme), avec une surface alaire de 9,5 m2 et une charge de 65,57 kg/m² à la masse maximale au décollage (MTOW), soit d'ailes de motoplaneur, en composite résine époxy-fibre de carbone, avec une surface et une envergure beaucoup plus grandes. Le fuselage étant commun au motoplaneur et à l'avion de tourisme, chaque type d'aile peut être employé pour les deux utilisations. Les ailes peuvent être démontées en cinq minutes, lors du stockage ou du transport.
L'aile de l'Europa en version avion de tourisme utilise un profil Dykins à 12 % unique, conçu par Donald H. Dykins. L'aile du motoplanneur a une section différente, également conçue par Donald H. Dykins, qui a été aérodynamicien en chef chez Hawker-Siddeley Aviation, avant d'être directeur technique de British Aerospace et aérodynamicien en chef lors de la conception de l'aile de l'Airbus européen. Dykins a dessiné une section nouvelle et unique à 15 % de rapport épaisseur/corde, de manière que le centre de pression se situe au même endroit que dans l'aile, plus petite, de l'avion de tourisme, ce qui assure la même efficacité au gouvernail et au plan de dérive quelle que soit la voilure. L'envergure est portée à 13 m, ce qui augment la surface alaire à 12,6 m2. Les ailes du motoplaneur sont équipées avec des aérofreins plutôt que des volets. Des ailes utilisables par une version LSA (Avion sportif léger) de l'Europa XS sont en cours de mise au point (2009).

### Train d'atterrissage

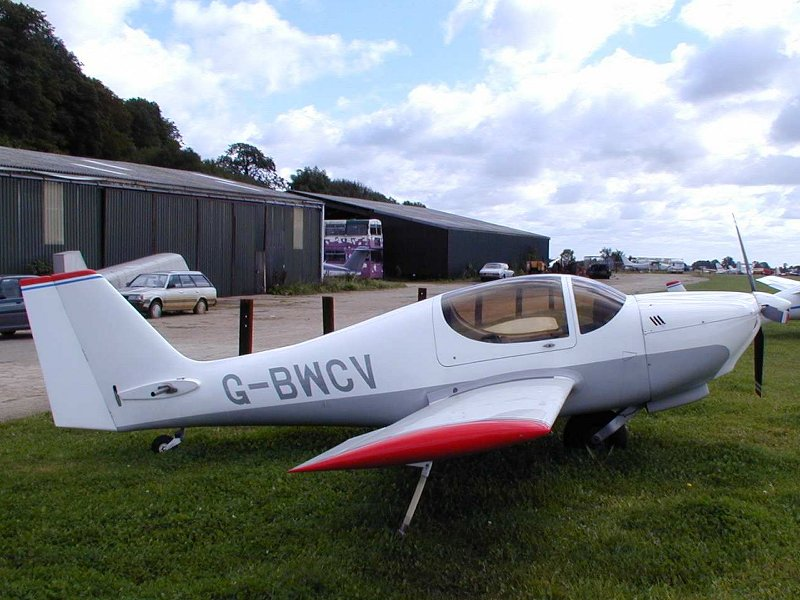
Un Europa Classic avec train d'atterrissage monocycle.

L'Europa est disponible, soit avec un train d'atterrissage conventionnel (une roue sous le nez et deux sous le fuselage), soit avec une mono-roue rétractable, une roulette de queue, contrôlée au pédalier, et des patins rétractables, munis de petites roulettes empêchant l'aile de frotter sur le sol. Cette dernière configuration a des performances plus avantageuses que celles de la version tricycle, mais peut facilement conduire au capotage dans des mains inexpérimentées, en partie à cause de l'absence de freinage différentiel et la position de la roue principale, en avant du centre de gravité. Par ailleurs, le couplage entre le mécanisme de rétraction des roues et l'ouverture des volets rend le décollage et l'atterrissage délicat.
L'appareil décolle et atterrit en 600 m.

### Alimentation en carburant
Le réservoir de carburant est placé dans le fuselage et a une capacité de 68 litres. L'autonomie standard est alors de 1 560 km. L'avion peut employer l'AVGAS (carburant d'aviation 100LL) ou le MOGAS (essence à indice d'octane 98), selon les spécifications du moteur et les règles nationales. Il est également possible d'augmenter à 105 litres le volume de carburant par l'ajout d'un réservoir supplémentaire en option. L'autonomie est étendue à 2 326 km dans les conditions de croisière économique.
L'ouverture du réservoir d'essence se situe, sur l'Europa Classic, en haut du fuselage. Sur la version XS, cette ouverture est déplacée à l'arrière du fuselage, ce qui, en cas de fuite accidentelle, n'entraîne pas de suintement dans le cockpit, comme c'était le cas avec la première version.

### Prix
Les prix varient selon la version et les options de construction choisies. Le kit complet pour la version monocycle est à 29 746 euros, la version tricycle à 26 611 euros et le motoplanneur monocycle à 40 646 euros. Ces prix augmentent si des options supplémentaires sont choisies, et ne comprennent pas le prix du moteur, qui n'est pas fourni avec l'avion.
Le coût total de l'avion, construction comprise, est estimé entre 32 000 et 60 000 euros.

## Statut réglementaire
L'Europa est classé comme construction amateur dans son pays d'origine, le Royaume-Uni, et reçoit un Permis de vol. Celui-ci est délivré par la Light aircraft association (LAA), au vu de rapports d'inspection par un inspecteur de la LAA. Cette certification limite l'utilisation aux vols de jour et aux vols à vue (VFR). Les restrictions antérieures interdisant le survol de zones habitées ont été levées en 2008.
Au Canada, l'Europa est également un avion de construction amateur et reçoit un Certificat spécial de navigabilité. En France, il porte le numéro d'éligibilité 2A-0007 de la Direction générale de l'aviation civile (DGAC).
Aux États-Unis, le certificat de navigabilité est délivré dans la catégorie « Expérimentale » par la Federal Aviation Administration (FAA). Sa délivrance nécessite que le constructeur fournisse des indications sur le processus de construction, de préférence visé par un conseiller technique de l'Experimental Aircraft Association 'EAA).
L'Europa attend actuellement (2009) sa certification, qui permettra sa commercialisation sous forme d'avion complètement monté, plutôt qu'en kit.
En Australie et en Colombie, l'Europa peut être piloté avec une licence d'avion Ultra léger motorisé (ULM). En Australie, l'Europa issu du kit 342 a été enregistré comme ULM 19-3136. En Colombie, celui issu du kit A005 est immatriculé comme ULM sous le numéro UL-2057.

## Versions

### Europa Classic
Au début de la production, la première version était simplement nommée « Europa ». Cette version est maintenant désignée par le qualificatif « Classic », ou Mk. 1, et le kit pour sa construction n'est plus produit.

### Europa XS
L'Europa XS est disponible en deux modèles : l'Europa XS monoroue et l'Europa XS tricycle. Le modèle monocycle a été mis en service en 1995. Le XS présente de nombreuses améliorations mineures par rapport au Classic, parmi lesquelles des ailes creuses préformées, un capot mieux profilé, une roulette de queue agrandie et un coffre à bagages plus grand. Ces améliorations font que l'Europa XS atteint toujours les objectifs de la conception initiale, mais offre également plus de vitesse, d'autonomie, de place pour les bagages et de confort. Les modifications sont aussi conçues pour raccourcir le temps de construction et simplifier l'assemblage.

### Europa motoplanneur
Plus récemment, Europa lance l'Europa motoplaneur. Les ailles de planeur peuvent être montées sur les Europa XS monoroue et tricycle. Le motoplaneur a une finesse 27/1.

### Europa LSA
L'Europa en version avion sportif léger est actuellement (2010) en cours de conception et comportera une nouvelle voilure, ainsi que plusieurs autres améliorations.

### Caractéristiques des différentes versions
| Caractéristiques               | Europa XS monocycle        | Europa Classic | Europa XS motoplanneur               | Europa XS tricycle         |
| ------------------------------ | -------------------------- | -------------- | ------------------------------------ | -------------------------- |
| Capacité du réservoir (L)      | 68                         |                | 68                                   | 68                         |
| Autonomie (km)                 | 1 722,6                    | 1 018          |                                      | 1 067,2                    |
| Vitesse de croisière (km/h)    | 259                        | 241            | 203                                  | 250                        |
| Vitesse maximale (km/h)        | 322                        | 267            | 280                                  | 307                        |
| Vitesse de décrochage (km/h)   | 81                         |                | 78                                   | 81                         |
| Vitesse ascensionnelle (m/s)   | 5,08 (moteur Rotax 912ULS) |                | 5,08 (moteur Rotax 912ULS)           | 5,08 (moteur Rotax 912ULS) |
| Distance de décollage (m)      | 180                        |                | 183                                  | 180 (moteur Rotax 912ULS)  |
| Distance d'atterrissage (m)    | 183                        |                | 183                                  | 183                        |
| Masse maximale (kg)            | 621,4                      |                | 621,4                                | 621,4                      |
| Masse à vide (kg)              | 360 (moteur Rotax 912UL)   |                | 400,5 (monotrace) - 418,2 (tricycle) | 377 (moteur Rotax 912UL)   |
| Charge utile (kg)              | 261 (moteur Rotax 912UL)   | 306            | 220,9 (monotrace) - 203,2 (tricycle) | 244 (moteur Rotax 912UL)   |
| Envergure (m)                  | 8,270                      |                | 14,401                               | 8,270                      |
| Longueur (m)                   | 5,843                      |                | 5,843                                | 5,843                      |
| Hauteur (m)                    | 1,320                      |                | 1,320 (monotrace) - 2,133 (tricycle) | 2,133                      |
| Surface alaire (m²)            | 9,485                      |                | 13,111                               | 9,485                      |
| Charge alaire maximale (kg/m²) | 65,52                      |                | 47,40                                | 65,52                      |
| Allongement                    | 7,096                      |                | 15,818                               | 7,096                      |

## L'accident de 2007
Le 1er juin 2007, un Europa Classic, immatriculé G-HOFC, se brise au cours d'un vol au-dessus du sud du Pays de Galles (Royaume-Uni), provoquant la mort de ses deux occupants. L'enquête qui suit montre des irrégularités de construction dans la liaison ailes-fuselage. Des mouvements du plan de dérive au-delà de l'amplitude normale sont également mis en évidence.
En conséquence, la Light aircraft association publie deux bulletins de navigabilité, demandant des inspections immédiates et répétées :
- PFA 247/FSB006 ‘Europa Classic and Europa XS Tailplane Flutter Avoidance and Integrity Of Tailplane Attachment’
- PFA 247/FSB007 ‘Europa Classic Integrity of Wing Attachment’.

Le contenu de ces bulletins de navigabilité est rendu obligatoire au Royaume-Uni par la publication de directives obligatoires.
Le rapport final sur l'accident conclut que les modifications rendues nécessaires et les inspections d'avions réalisées répondent de façon adéquate au problème posé par la construction.
Cet accident n'a d'incidence que sur les avions Europa Classic, les plus anciens, qui doivent tous avoir été modifiés en 2010, mais pas sur les modèles XS, qui possèdent une structure différente.

## Club Europa
Les avions Europa sont soutenus par le club Europa, qui regroupe les utilisateurs de cet avion.

## Distinction
L'Europa XS a été distingué comme réalisation britannique du millénaire. Il a également obtenu le label Blue Peter, à la suite de son apparition dans la série télévisée éponyme, à destination des enfants.